# NGC 5252
NGC 5252 (другие обозначения — UGC 8622, MCG 1-35-22, ZWG 45.56, VV 100, PGC 48189) — линзообразная галактика (S0) в созвездии Дева.
Галактика обладает активным ядром и относится к сейфертовским галактикам типа II
Этот объект входит в число перечисленных в оригинальной редакции «Нового общего каталога».